# Shunnosuke Matsuki
Shunnosuke Matsuki (jap. 松木 駿之介, Matsuki Shunnosuke; * 24. Oktober 1996 in der Präfektur Kanagawa) ist ein japanischer Fußballspieler.

## Karriere
Shunnosuke Matsuki erlernte das Fußballspielen in den Jugendmannschaften von Asamino FC und Yokohama FC, den Schulmannschaften der Aomori Yamada Jr. High School und der Aomori Yamada High School sowie der Universitätsmannschaft der Keiō-Universität. Seinen ersten Vertrag unterschrieb er 2019 bei Fagiano Okayama. Der Verein aus Okayama, einer Hafenstadt in der Präfektur Okayama auf Honshū, der Hauptinsel von Japan, spielte in der zweithöchsten Liga des Landes, der J2 League. Von dort wurde er in den Spielzeiten 2021 sowie 2022 jeweils für ein halbes Jahr an den Viertligisten Suzuka Point Getters verliehen. Die Saison 2023 wurde er an den Viertligisten Verspah Ōita verliehen. Für den Verein aus Yufu bestritt er 27 Viertligaspiele. In der folgenden Spielzeit spielte er auf Leihbasix beim Drittligisten Gainare Tottori. Hier bestritt er 32 Drittligaspiele. Nach Vertragsende bei Fagiano unterschrieb er im Januar 2025 einen Vertrag beim Zweitligisten Fujieda MYFC. 